# المرشحات النساء في الانتخابات النيابية والبلدية البحرينية 2006
المرشحات النساء في الانتخابات النيابية والبلدية البحرينية 2006 اللاتي شاركن في 25 نوفمبر 2006 قد تلقين تهديدات عديدة من الإسلاميين السلفيين والفصائل الأخرى لمنعهن من المشاركة. شاركت ثمانية عشر مرشحة من مختلف الخلفيات السياسية بعد التغييرات الأخيرة في النظام السياسي الذي سمح في عام 2001 للنساء للترشح والتصويت.

## تاريخ المرأة في الحياة السياسية المحلية
في مارس 1999 تولى حمد بن عيسى بن سلمان آل خليفة الحكم في البحرين وسرعان ما تبع ذلك صدور ميثاق العمل الوطني. عقد استفتاء عام عن قبول أو رفض الميثاق في 14 فبراير 2001 الذي تم من خلاله الموافقة على الدستور. دخل التشريع حيز التنفيذ الكامل في 14 فبراير 2002 وبعد عام أعطيت نساء البحرين الحق في التصويت والترشح لمجلس النواب. في تقرير في أوائل عام 2001 لوحظ وجود أربع نساء فقط في مجلس الشورى المعين. غالبية النساء اللاتي يعملن في القطاعات الوزارية دعموا القرار. في عام 2002 ذهبت النساء إلى صناديق الاقتراع للمرة الأولى ولم تنجح أي من المرشحات على الرغم من أنهن يشكلن 10٪ من حوالي 300 مرشح بينما خسرت مرشحة واحدة وهي لطيفة القعود في جولة الإعادة لصالح المرشح السلفي جاسم السعيدي.
اشتكت المرشحات أنهن كانوا في وضع غير مؤات لأن أيا من الأحزاب الإسلامية الشعبية لم تؤيد ترشيحاتهن وبالتالي لم تسمح لهن بالقيام بحملة في المساجد بالإضافة إلى أن المفاهيم الاجتماعية تعيقهم.
في البحرين الأحزاب السياسية غير قانونية بينما يسمح بتأسيس جمعيات سياسية. على الرغم من أن هذه الجمعيات السياسية لديها الصلاحيات العادية لطرح مرشحين للانتخابات والعمل ككتلة برلمانية. القانون أوضح أن الموارد المالية للجمعيات السياسية ينبغي أن تأتي من رسوم العضوية والاشتراكات وعائدات استثماراتهم في المملكة على النحو الذي حددته اللوائح الداخلية. الجمعيات السياسية لا يسمح لها بقبول أي تبرع أو ميزة أو منفعة من أي أجنبي أو أية جهة أجنبية أو منظمة دولية. لذا اعتمدت المرشحات على الدعم المالي من مصادر مثل المجلس الأعلى للمرأة الذي يقوم بتدريب المترشحات.
في 22 أكتوبر حسب ما أوردته صحيفة الخليج تايمز فإن المرشحات تلقين تهديدات من مجهولين عبر رسائل الهاتف المحمول النصية تطالبهن بالانسحاب من الانتخابات ل«تجنب الصدام مع مبادئ الشريعة الإسلامية».
وصف وزير الاعلام الدكتور محمد عبد الغفار الانتخابات في البلاد بأنه يوم تاريخي للبحرين:

## المرشحات البارزات
نجحت مترشحة واحدة من أصل ثمانية عشر مترشحة في الحصول على عضوية مجلس النواب. فيما يلي قائمة غير شاملة لبعض المرشحات في الانتخابات.

### لطيفة القعود
أصبحت لطيفة القعود أول مرشحة تنتخب بنجاح في مجلس النواب عندما فازت افتراضيا بعد انسحاب المرشحين الآخرين في دائرتها الانتخابية في جنوب البحرين من السباق في منتصف أكتوبر قبل بدء الحملة الانتخابية. كانت أيضا أول امرأة في أي مكان في الخليج العربي تنتخب في الانتخابات العامة التشريعية. وقد مثلت الدائرة السادسة التي تضم جزر حوار في المحافظة الجنوبية لتشكل أحد أعضاء مجلس النواب الأربعين. بسبب إخفاقها السابق قات بتغيير موقع دائرتها الانتخابية في عام 2006 لزيادة فرصتها في الفوز. القعود موظفة مدنية تلقت تعليمها في جامعة نوتنغهام ببريطانيا وكانت تعمل في وزارة المالية.

### منيرة فخرو
الأستاذة الجامعية السابقة في جامعة هارفارد ونائبة رئيس جمعية العمل الوطني الديمقراطي الماركسية ترشحت في مدينة عيسى ضد مرشح جمعية المنبر الوطني الإسلامي صلاح علي الذي استطاع الحاق الهزيمة بها حيث بلغ عدد أصواته 3169 صوت. شملت حملة ترشيحها وعود لإنشاء ارتباط بين التعليم والتوظيف والعمل للحصول على أموال تقاعد أفضل والإسكان. كانت تعمل أستاذ مشارك في جامعة البحرين وتشمل اهتماماتها حقوق النساء والمجتمع المدني والديمقراطية في منطقة الخليج العربي.

### فوزية زينل
فوزية زينل كانت تعمل رئيسة البرامج في هيئة إذاعة وتلفزيون البحرين وهي مسلمة سنية وقد ترشحت في مدينة الرفاع ولكنها خسرت على الرغم من حصولها على 2599 صوت. تحتل منصب نائب رئيس الجمعية البحرينية للشفافية وفي أكتوبر 2006 قامت بتوقيع عريضة المعارضة التي تدعو لإجراء تحقيق في مزاعم بأن شخصيات قوية في الحكومة تؤجج الطائفية.
قالت زينل بعد هزيمتها:
ذكرت أنها قد تلقت معاملة سلبية لا سيما خلال الحملة في الفترة التي تسبق الانتخابات:

### جميلة السماك
ترشحت الدكتورة جميلة السماك في الدائرة الثانية في محافظة العاصمة ممثلة لجمعية المستقبل النسائية.
علق النقاد حول الأسلوب الذي اعتمدته في ترشيحها:

### موزة سبت
موزة سبت المعلمة السابقة التي ترشحت في المحرق. أثناء حملتها الانتخابية قالت:

### هدى المطوع
ترشحت هدى المطوع في محافظة المحرق التي تسيطر عليها جمعيتي لأصالة الإسلامية والمنبر الوطني الإسلامي. تعهدت المطوع بالقيام بحملة لتأمين السكن الملائم وتوفير التأمين الطبي ومساعدة العاطلين عن العمل وتعزيز قانون الأحوال الشخصية.

### أمينة الحسن
ترشحت أمينة الحسن في الدائرة السادسة في المحافظة الشمالية.

### سهام بوبشيت
ترشحت سهام بوبشيت في الدائرة الثانية من المحافظة الجنوبية.

### شهزلان خميس
ترشحت المحامية شهزلان خميس عن كتلة الوحدة الوطنية وهو تحالف تدعمه جمعية المنبر الديمقراطي التقدمي اليسارية في العاصمة المنامة.
كما ترشحت صباح الدوسري وخديجة القحطاني أيضا في هذه الانتخابات.